# Tomás Alarcón
Tomás Jesús Alarcón Vergara (* 19. Januar 1999 in Rancagua) ist ein chilenischer Fußballspieler. Der Mittelfeldspieler spielt seit 2019 in der Nationalmannschaft Chiles.

## Karriere

### Verein
Tomás Alarcón begann seine Karriere als 17-Jähriger 2016 beim CD O’Higgins und wurde im Folgejahr Stammspieler des Teams. Im Juni 2021 unterschrieb der Defensivakteur einen Vertrag beim spanischen Erstligisten FC Cádiz, der 2 Mio. US$ für 80 % der Transferrechte zahlte. In Cádiz kam er in seiner ersten Saison zu 23 Ligaeinsätzen, jedoch in der Folgesaison in der ersten Halbserie nur zu vier Einsätzen und wurde daher an Real Saragossa aus der Segunda División verliehen. Anschließend wurde er direkt an den FC Cartagena für eine Saison verliehen. Im Sommer 2024 kehrte er zu Cádiz zurück, das in die Segunda División abgestiegen war. Durch Verletzungen und internen Unstimmigkeiten mit Rominigue Kouamé schwanden seine Einsatzmöglichkeiten und er kehrte im Januar 2025 nach Chile zurück, wo er sich dem CSD Colo-Colo anschloss.

### Nationalmannschaft
Alarcón debütierte im September 2019 für die Nationalmannschaft unter Reinaldo Rueda beim 0:0-Unentschieden im Freundschaftsspiel gegen Argentinien. Er kam in drei Partien bei der Qualifikation zur Weltmeisterschaft 2022 zum Einsatz, doch La Roja konnte sich als Siebter der Südamerikagruppe nicht für das Endturnier in Katar qualifizieren. Alarcón wurde zudem von Martín Lasarte in den Kader für die Copa América 2021 berufen und kam in allen vier Gruppenspielen, davon in dreien per Einwechslung, zum Einsatz.
Bereits 2018 hatte Alarcón für die U20-Nationalmannschaft bei den Südamerikaspielen 2018 in Bolivien gespielt und die Goldmedaille gewonnen.

## Erfolge
U20-Nationalmannschaft
- Goldmedaille bei den Südamerikaspielen: 2018